# Zona Nordeste de São Paulo
A Região Nordeste é uma região administrativa estabelecida pela Prefeitura de São Paulo que engloba as Subprefeituras da Casa Verde/Cachoeirinha, de Santana/Tucuruvi, da Vila Maria/Vila Guilherme e Jaçanã/Tremembé. Forma com a Zona Noroeste a macro-zona conhecida simplesmente como "Zona Norte". De acordo com o censo de 2000, tem uma população de 1.359.862 habitantes e renda média por habitante de R$ 1.283,24.
A região é a mais desenvolvida da Zona Norte do município, contando com um alto grau de verticalização em determinados pontos dos distritos de Santana, Tucuruvi, Mandaqui e atualmente nos distritos do Limão e de Vila Guilherme. Ocupa uma área de 151,9 km² e faz divisa com os municípios de Caieiras, Guarulhos e Mairiporã.
Quase sempre se refere a esta região simplesmente como Zona Norte, sendo a denominação "Nordeste" quase desconhecida pela população em geral, só usada para fins oficiais.

## História
- Período Pré-Colonial e Colonial

Antes da chegada dos colonizadores portugueses, a região da Zona Nordeste era habitada por povos indígenas, principalmente os Tupi-Guarani. Esses grupos se estabeleceram nas margens dos rios, aproveitando os recursos naturais para a pesca e agricultura de subsistência. Com a colonização portuguesa, a partir do século XVI, a região começou a sofrer transformações. 
As origens da zona nordeste remontam à fundação da Fazenda de Sant' Ana, propriedade rural jesuítica citada pela primeira vez em 1560 por José de Anchieta. Estendia-se da Luz até Mairiporã, passando pela Vila Maria e a Serra da Cantareira.
Abastecia o município, sendo um cinturão verde da mesma.
Após 1768 a fazenda passou a ser administrada pelo governo da Capitania de São Paulo e daí em diante a foi dividida e subdividida.
- Império

Durante o Império, a urbanização de São Paulo começou a tomar forma. A região de Santana, por exemplo, começou a se desenvolver com a construção de chácaras e sítios. O Palacete Baruel, um dos monumentos históricos em Santana, remonta ao século XIX e reflete a arquitetura e o estilo de vida da elite cafeeira da época.
A Chácara Baruel, situada no Alto de Santana, também é um exemplo dessa era, representando a transição de terras rurais para propriedades urbanas. Ao longo do século XIX, a construção de estradas facilitou o acesso e a comunicação entre diferentes áreas, promovendo o crescimento e a integração da Zona Nordeste à cidade.
- Tramway Cantareira

Um marco que garantiu o povoamento da região foi o surgimento do Tramway Cantareira em 1893. A linha do trem desenvolveu ou fundou bairros como: Santana, Carandiru, Santa Teresinha, Tucuruvi e Mandaqui deixando marcas indeléveis nos moradores da região.

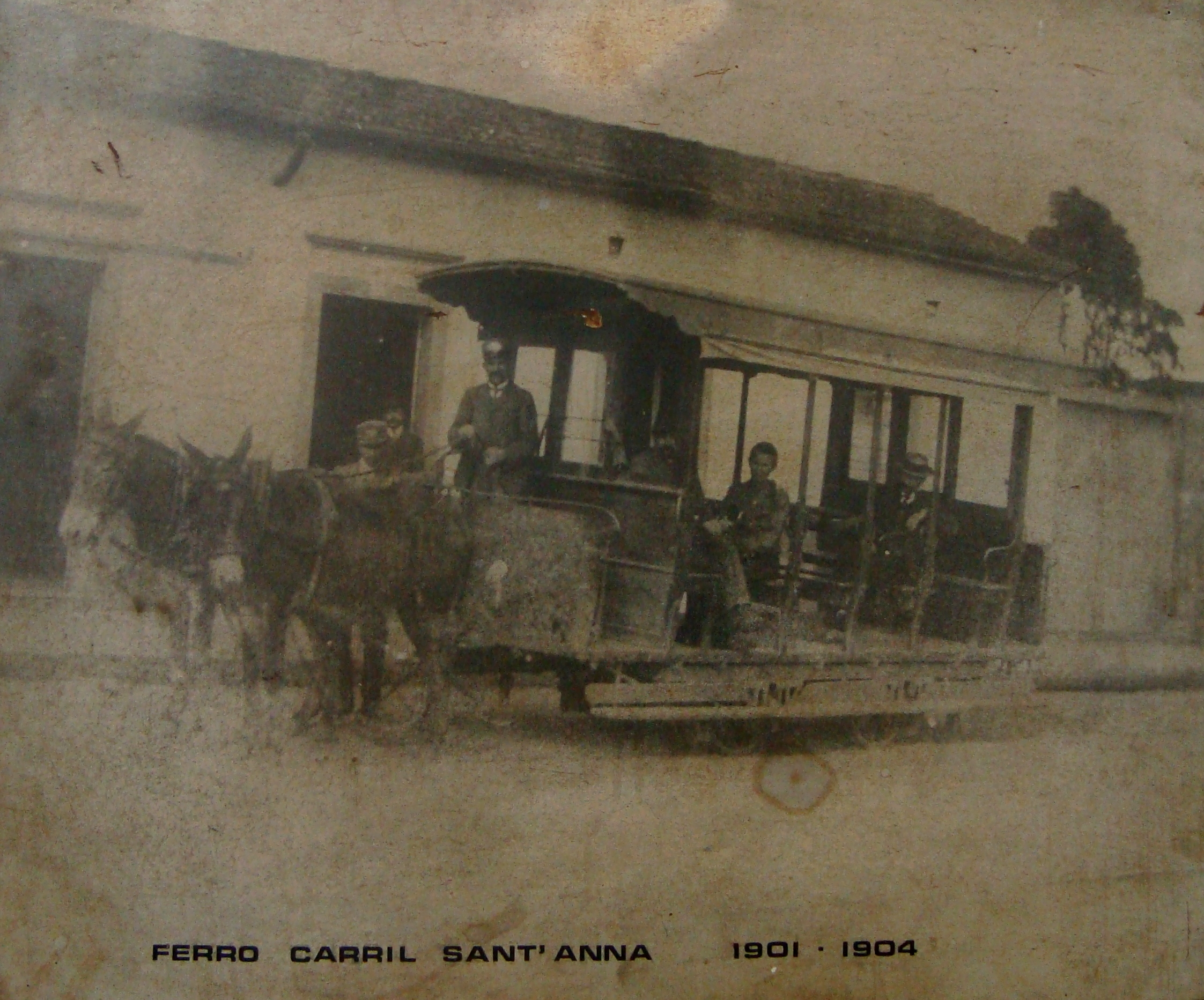
Bonde de tração animal que ligava a Ponte Grande ao Alto de Santana.

Utilizado inicialmente para transportar materiais para a construção de um reservatório de águas na Cantareira, foi usado anos depois para outros fins, como abastecer os moradores com alimentos, lenha pedras para a construção e diminuir o tempo gasto pelos agricultores para ir a região central do município. Ao transportar passageiros, substituiu os bondes puxados por burros, o único transporte coletivo disponível da época.

Palacete Baruel, resquício da ocupação inicial da zona norte no século XIX.

A passagem do trem foi tão marcante que história da zona nordeste pode ser dividida em dois períodos: um anterior ao surgimento do Tramway, e outro posterior a chegada dele. A partir do momento em que a linha férrea cortava Santana foi dado o início do processo intensivo de povoamento do bairro, quando sítios e chácaras passaram a ocupar sua área. Em meados de 1920 e 1930 Santana, um dos bairros mais antigos, experimentou um "boom" provocado pelo loteamento das propriedades transformando-se em bairro realmente. Pouco a pouco o bairro dividia-se em uma zona comercial ou várzea, abrangida pela rua Voluntários da Pátria e a parte residencial, concentrada no Alto de Santana. Outros bairros como o Tucuruvi foram supervalorizados devido a proximidade com os trilhos do trem.
As inundações do Rio Tietê, frequentes naquela época, representavam um desafio constante para os moradores da região. Obras de retificação e contenção ao longo do século XX visaram mitigar esses problemas, permitindo um desenvolvimento mais sustentável.
Diversos proprietários de terra foram homenageados com o nome de vias e bairros da zona norte, foram: Francisco Baruel, dono de terras na Casa Verde, Alto de Santana e Jardim São Bento, Pedro Doll em Santa Teresinha, a família Mazzei no Tucuruvi e os Zumkeller no Mandaqui. Existem algumas edificações que retratam a história da zona norte em suas devidas épocas, são o Museu Memória do Jaçanã, o Palacete Baruel, a Biblioteca Narbal Fontes e o Sítio Morrinhos.
- Século XX

No século XX houve a instalação do Aeroporto Campo de Marte, o primeiro do município e  a Casa de Detenção de São Paulo, considerada  na época como um dos cartões postais paulistanos. Na segunda metade do século a zona norte completa sua integração com o resto do município, com a construção da Linha 1-Azul do Metrô, a primeira do país e o Anhembi, passando por um processo de desenvolvimento e avanços em sua infraestrutura.

## Características

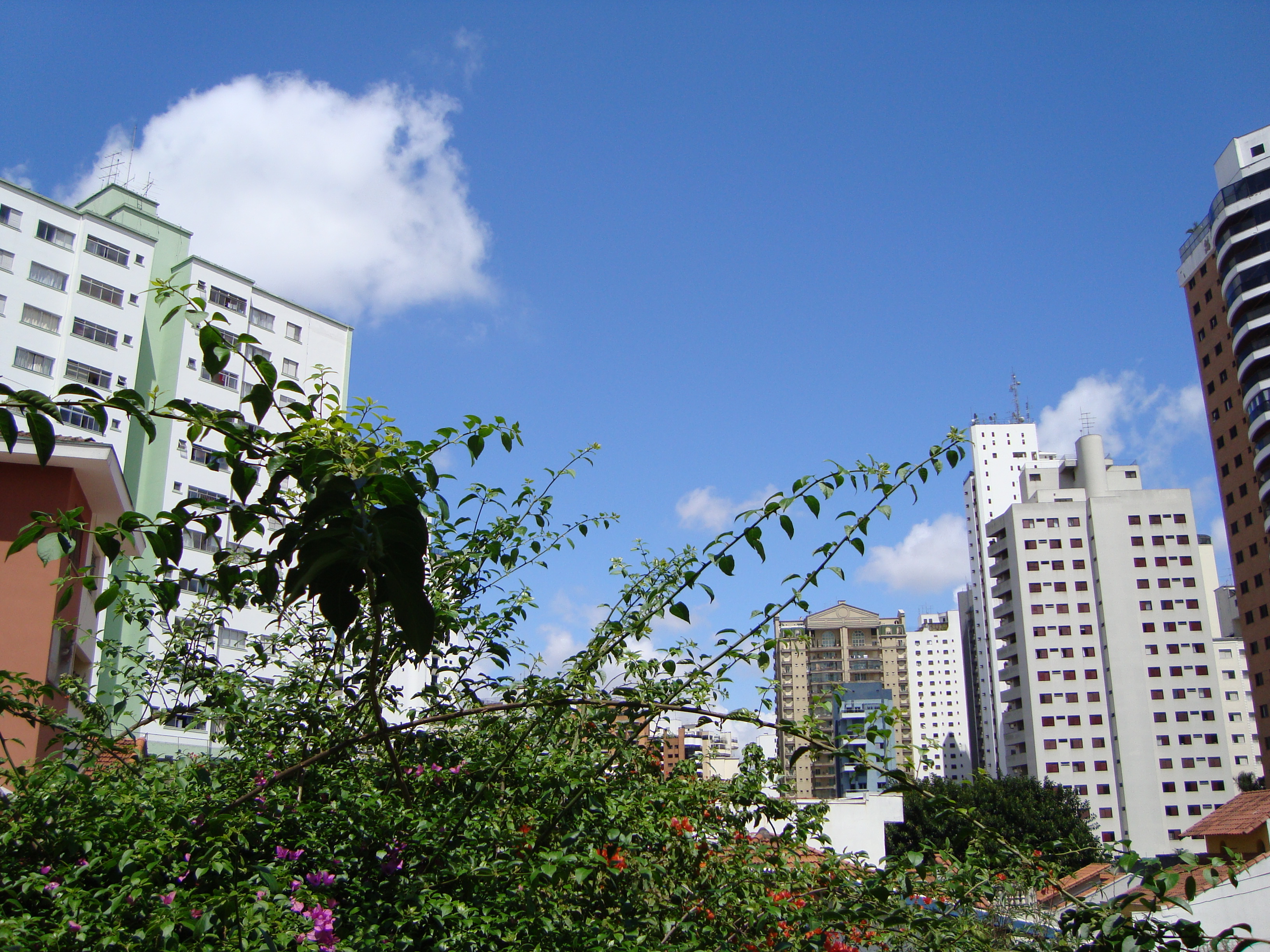
Alto de Santana, uma das áreas mais valorizadas da zona nordeste.

A zona nordeste é uma área muito heterogênea, existem lugares com trechos bem valorizados, exemplo do: Alto de Santana, Jardim São Paulo, Jardim São Bento, Jardim França, Parque Palmas do Tremembé, Serra da Cantareira, Jardim Barro Branco e Jardim Floresta, áreas comerciais como o centro de Santana, bairros de classe-média como: Tucuruvi, Mandaqui, Santa Teresinha, Imirim, Chora Menino e Casa Verde, bairros em mudança de perfil socioeconômico como: Parada Inglesa, Limão, Água Fria, Lauzane Paulista e Vila Nova Cachoeirinha, seguido de regiões carentes, geralmente localizadas na periferia da região.

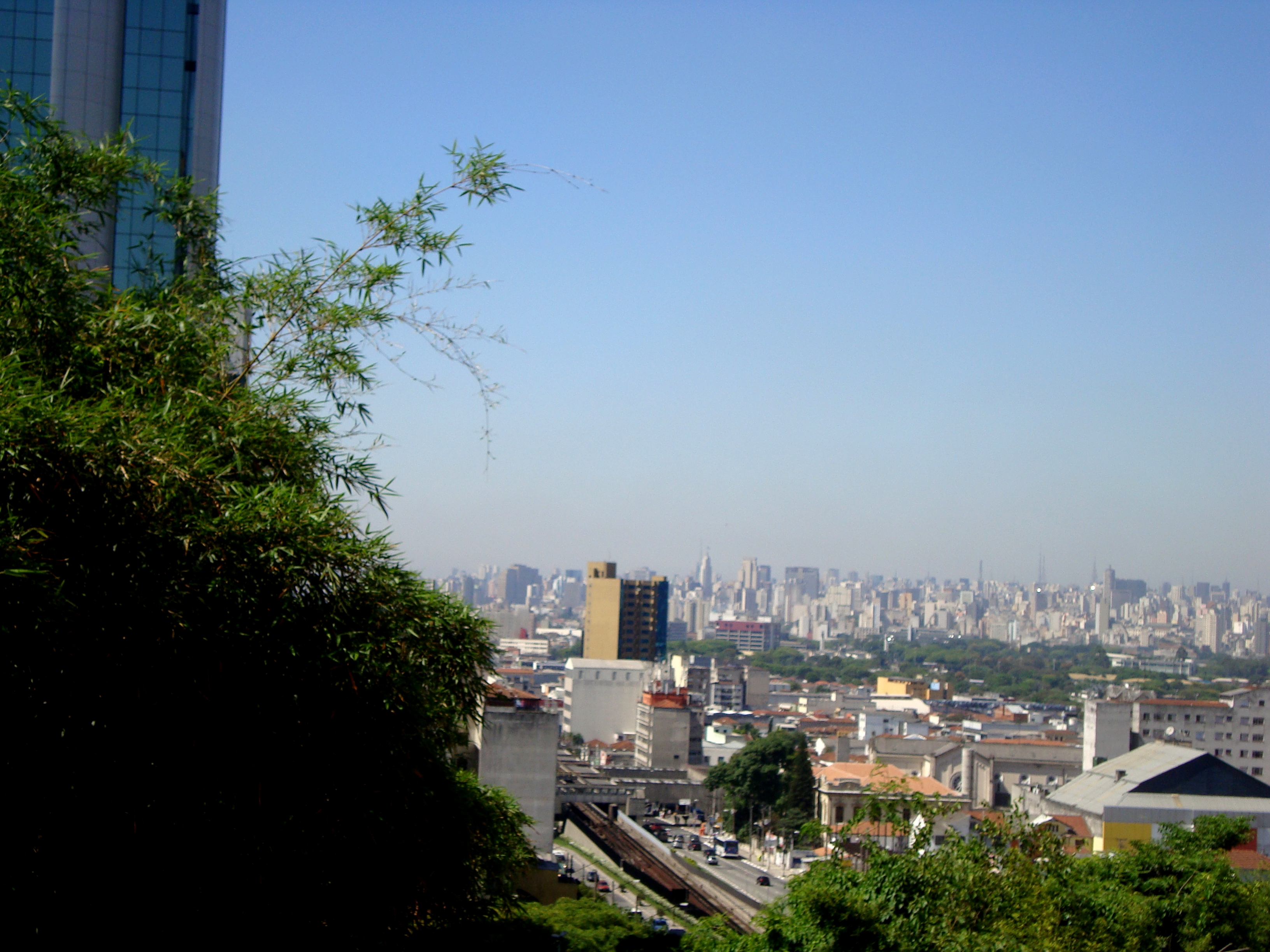
O centro de Santana, importante região comercial.

Em seu centro possui uma ótima infraestrutura de transporte, contando com estações da Linha 1 do metrô, terminais urbanos, um aeroporto e um terminal rodoviário internacional. Para minimizar os efeitos nas áreas mais periféricas está em projeto a construção da Linha 16 do metropolitano, que servirá os distritos de Cachoeirinha e Limão.
A região como um todo carece de equipamentos culturais, a maioria deles está localizada no distrito mais desenvolvido, Santana. Logo apresentará 6 shoppings centers, sendo que um deles está em construção. Diversas vias se destacam no setor comercial, uma delas é a Rua Voluntários da Pátria com suas 600 lojas. O Expo Center Norte, Complexo do Anhembi e o Multimídia Trade Center são áreas destinadas à exposições que atraem milhares de turistas anualmente.
No setor educacional possui uma gama de escolas particulares e públicas, vale ressaltar que o distrito de Santana é o campeão do município em números de colégios particulares.  Há colégios muito tradicionais, alguns com mais de 100 anos de existência, exemplo do extinto Colégio Santana (atual Elite), onde estudaram Ayrton Senna e Tarsila do Amaral. Já no ensino superior, carece de universidades públicas, inexistentes na região, recentemente destaca-se o setor privado, apresentando unidades da PUC, UNIBAN, UniSantanna, UNIP e UNINOVE.

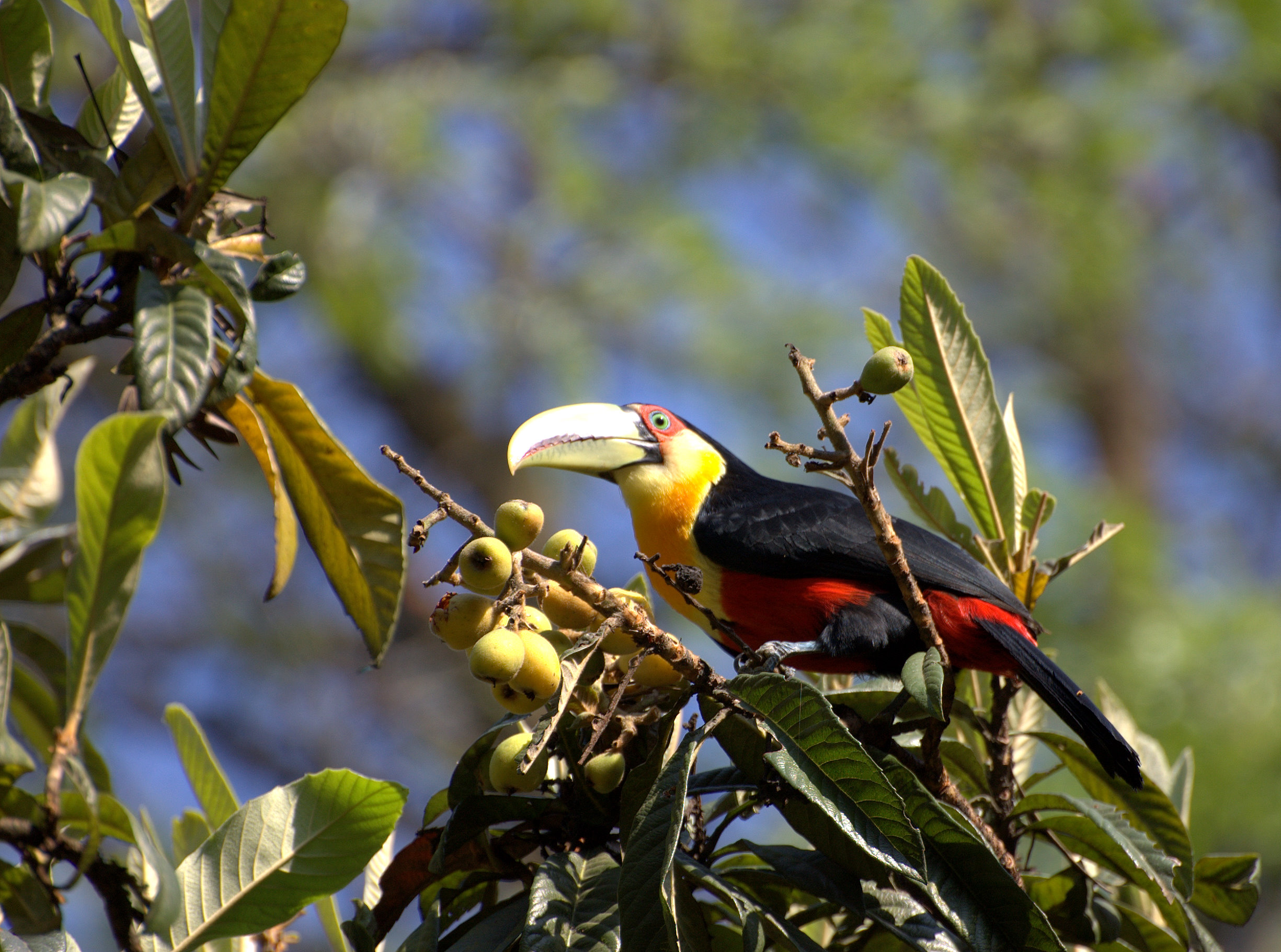
Espécie de tucano encontrada no Horto Florestal de São Paulo.

Saúde, a zona norte possui alguns hospitais de referência, são o São Luiz Gonzaga, Vila Nova Cachoeirinha e o Conjunto Hospitalar do Mandaqui, o maior hospital da  zona norte, chamado também de "Hospital das Clínicas da zona norte", no setor privado destacam-se os hospitais São Camilo e Nipo-Brasileiro, os mais antigos da área.
O Horto Florestal de São Paulo, Parque da Cantareira, Parque da Juventude são exemplos de áreas de lazer existentes. Apesar da grande quantidade de áreas verdes, a qualidade do ar é uma das piores do município, comprovada por medições da Cetesb. Os principais problemas enfrentados pelos moradores são o trânsito, a falta de luz e buracos nas ruas.

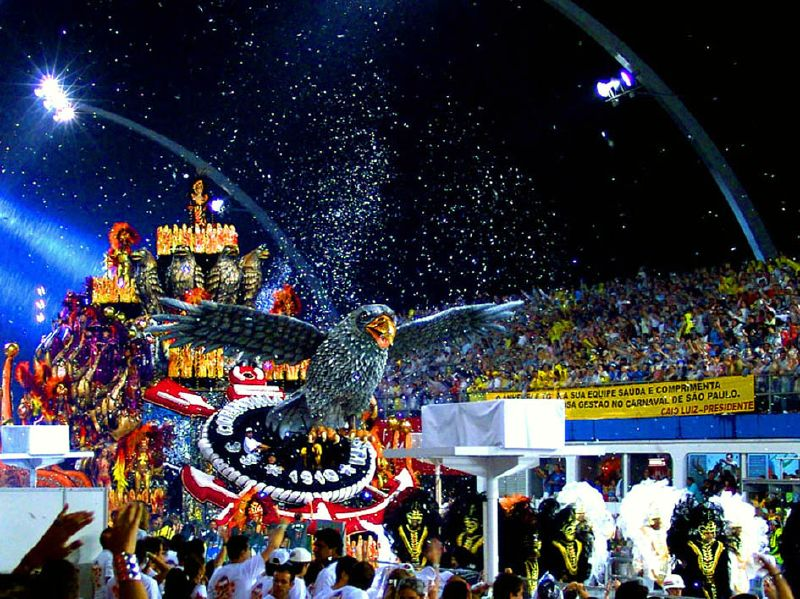
O Carnaval de São Paulo no Sambódromo do Anhembi.

É a terra do samba, uma vez que o Carnaval Paulistano é realizado no Sambódromo do Anhembi e abriga diversas quadras de escolas de samba como a Império de Casa Verde, Mocidade Alegre, Unidos do Peruche, Unidos de Vila Maria, Acadêmicos do Tucuruvi, X-9 Paulistana, dentre outras. Nasceram ou moraram na ZN, como também é chamada, artistas importantes no cenário musical nacional, são eles: Sérgio Reis e Rita Lee.
A zona norte recebe diversos eventos anualmente, além do Carnaval de São Paulo e das exposições de Anhembi, recebe a Marcha para Jesus, a maior do mundo, o show do 1º de Maio da Força Sindical e o Domingo Aéreo no Parque de Material Aeronáutica de São Paulo. Abrigou as duas visitas do Papa ao país e até uma corrida internacional da Fórmula Indy, a São Paulo Indy 300.

### Transporte

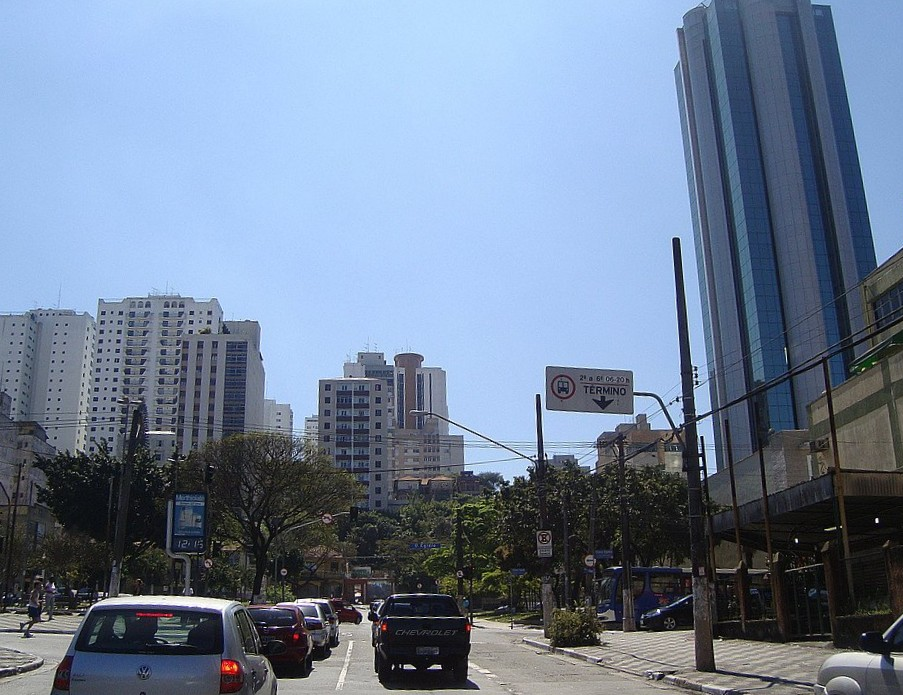
O trânsito é um dos principais problemas enfrentados por seus moradores.

A zona nordeste sofre um problema comum a outras localidades do município, o congestionamento de carros em suas principais vias. O transporte coletivo, no entanto, representa um papel significativo na vida diária dos moradores. É equipada de terminais de ônibus municipais como, os de Casa Verde, Santana e Vila Nova Cachoeirinha.

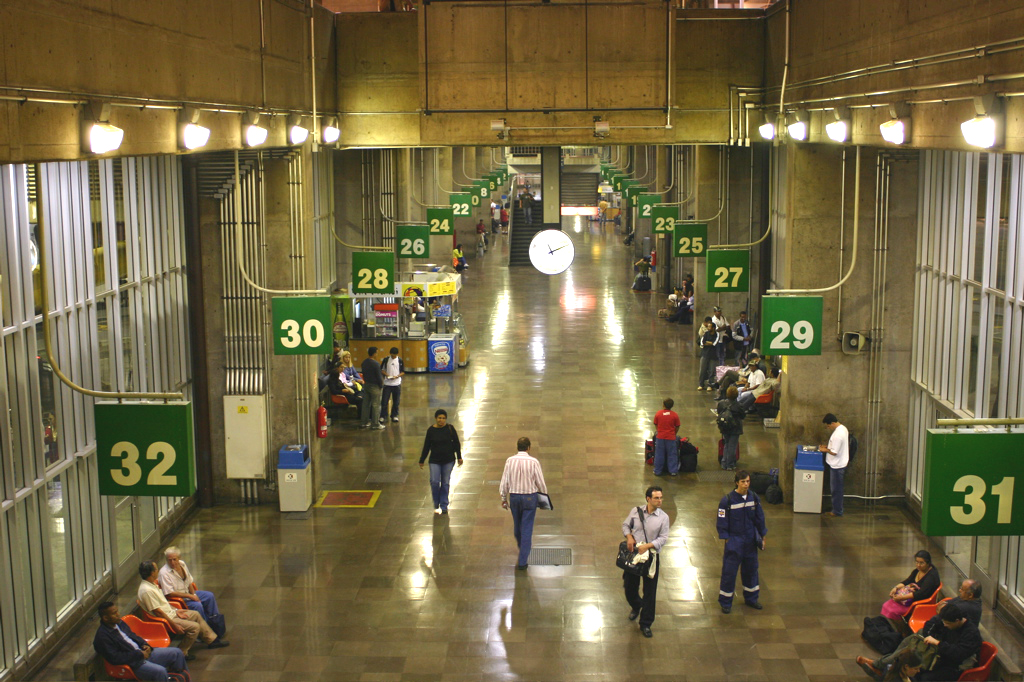
Terminal Rodoviário Tietê em Santana.

Abriga o Terminal Rodoviário Tietê, o maior terminal rodoviário da América Latina e o segundo maior do mundo, que liga a São Paulo à 1.010 localidades das regiões norte, nordeste, sudeste, centro-oeste e sul do país, além de países vizinhos como Argentina, Chile, Paraguai e Uruguai por meio de 304 linhas de ônibus.
São Paulo possui a segunda maior frota de helicópteros do mundo. E a maior frota de helicópteros do Brasil está concentrada no Aeroporto Campo de Marte, o quinto aeroporto mais movimentado do país. Possui 6 estações da Linha 1 - Azul do Metrô de São Paulo, as mais movimentadas são: Portuguesa-Tietê, Santana e Tucuruvi.

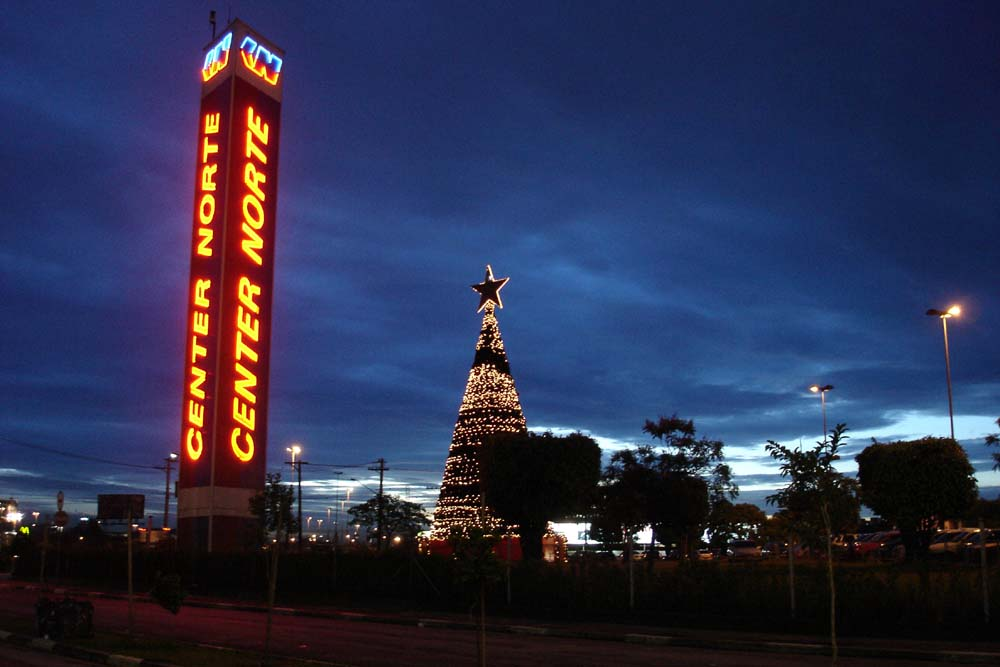
A Cidade Center Norte.

## Subprefeituras
Por sua heterogeneidade, a região é dividida em quatro subrefeituras:

### Santana/Tucuruvi
- IDH: 0,903 - muito elevado

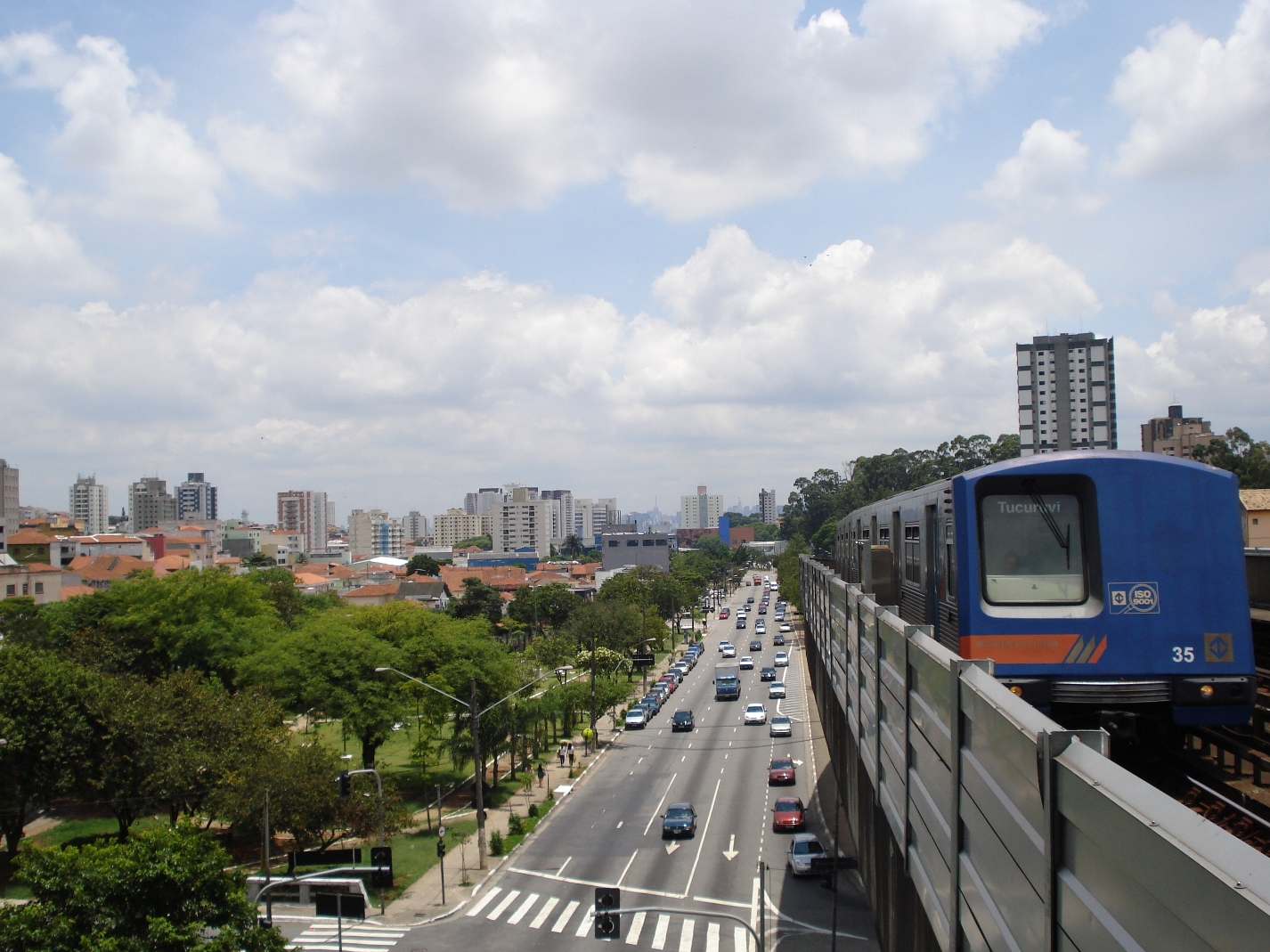
Metrô de São Paulo chegando à Estação Parada Inglesa, no distrito do Tucuruvi.

Compreende a região formada pelos distritos de Santana, Tucuruvi e Mandaqui. É a mais desenvolvida, contando com 6 estações da Linha 1 do metrô, verticalização e uma intensa urbanização, que faz com que se perca a noção dos limítes físicos de seus distritos. Está próxima ao centro, por isso concentra uma maior movimenteção em suas vias. Representa uma área de 34,7 km2 habitada por mais de 327 mil pessoas.

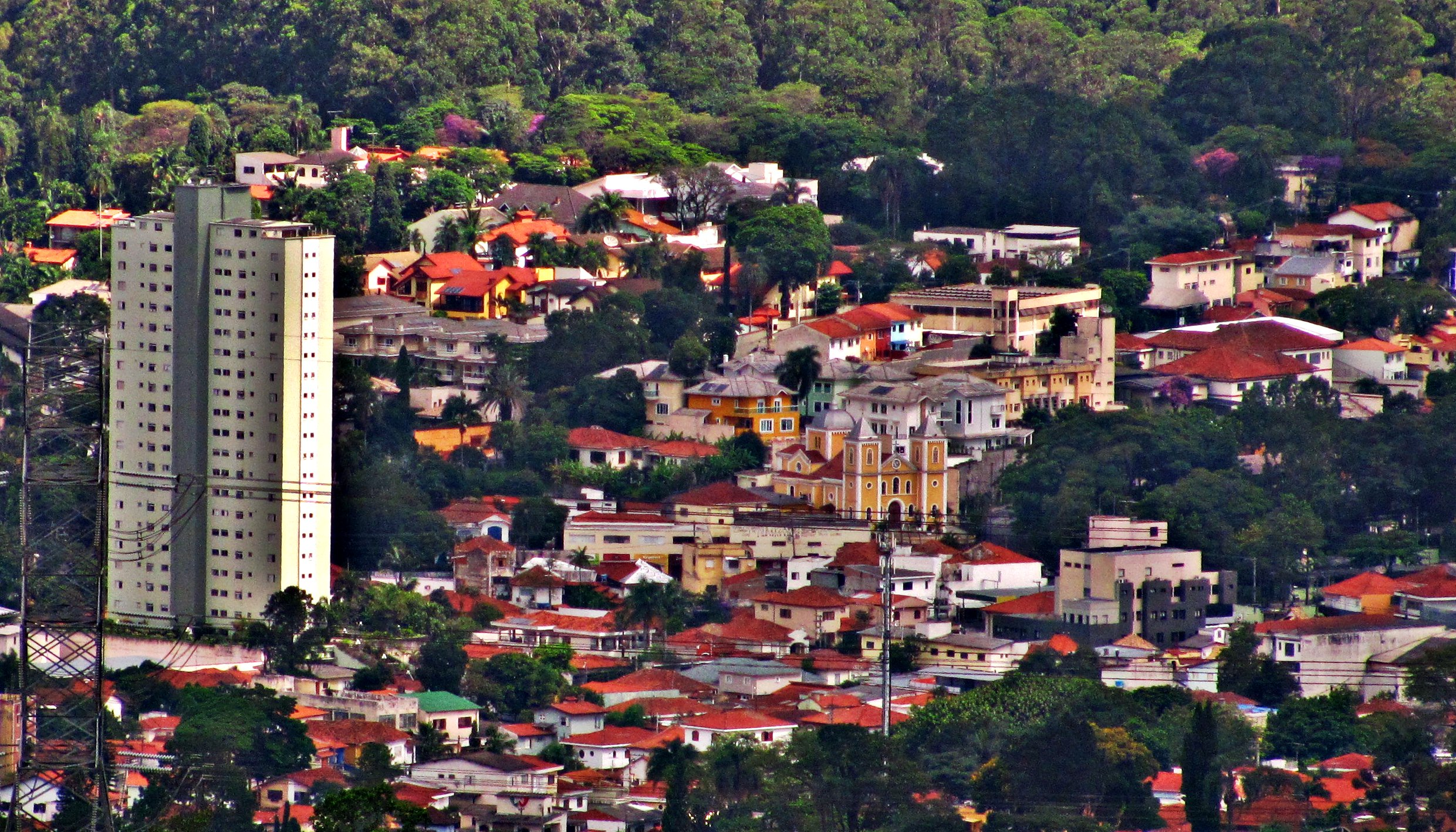
Tremembé visto da Serra da Cantareira.

 É a área mais valorizada da zona nordeste onde encontram-se o Alto de Santana, Jardim São Paulo e Jardim França, três regiões nobres do município fora do centro expandido.

### Jaçanã/Tremembé
- IDH: 0,823 - elevado

Compreende a região formada pelos distritos, Tremembé e Jaçanã, habitada por mais de 255 mil pessoas, representa uma área de 64,1 km². Abriga o Instituto Florestal, onde está o Horto Florestal, o Hospital São Luís Gonzaga, Hospital Geriátrico e de Convalescentes D. Pedro II, Museu Memória do Jaçanã, Fundação Gol de Letra e o Parque da Cantareira, uma reserva de Mata Atlântica. Possui alguns bairros nobres, localizados na Serra da Cantareira e em suas adjacências.
No século XX a região foi conhecida e imortalizada em toda o município de São Paulo pela música Trem das Onze de Adoniran Barbosa. Atualmente a região ainda é pouco habitada e verticalizada, porém em constante valorização, pois ano após ano surgem condomínios horizontais de alto padrão, exemplo do bairro Parque Palmas do Tremembé, causando um crescimento imobiliário.

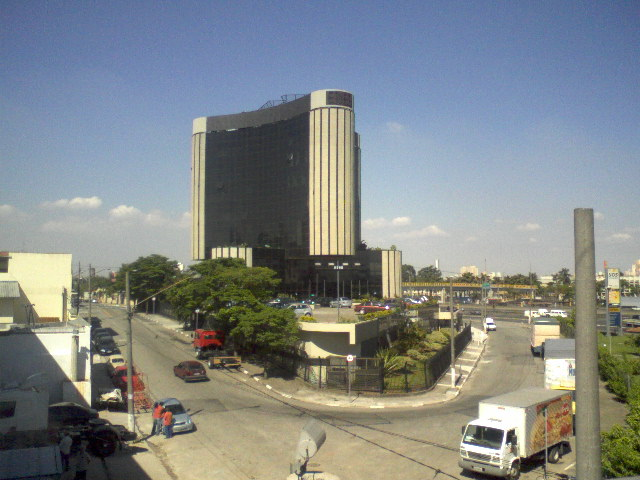
O Palácio do TRC na Vila Maria.

### Vila Maria/Vila Guilherme
- IDH: 0,836 - elevado

Compreende a região formada pelos distritos de Vila Maria, Vila Guilherme e Vila Medeiros, que somados representam uma área de 26,4 km², habitada por mais de 302 mil pessoas. Os pontos de destaque da região são:  a Cidade Center Norte, Shopping Mart Center e o Parque Vila Guilherme, a  antiga Sociedade Paulista de Trote.
Destaca-se também no setor de atividades relacionadas à logística e transporte de cargas, sedia numerosas transportadoras. No Palácio do TRC encontram-se o Sindicato do Transporte de Cargas do Estado de São Paulo, a Federação do Transporte de Cargas do Estado de São Paulo e a sede da Associação Nacional do Transporte de Cargas e Logística. Abriga uma alta concentração de concessionárias, agências e outros serviços automotivos.

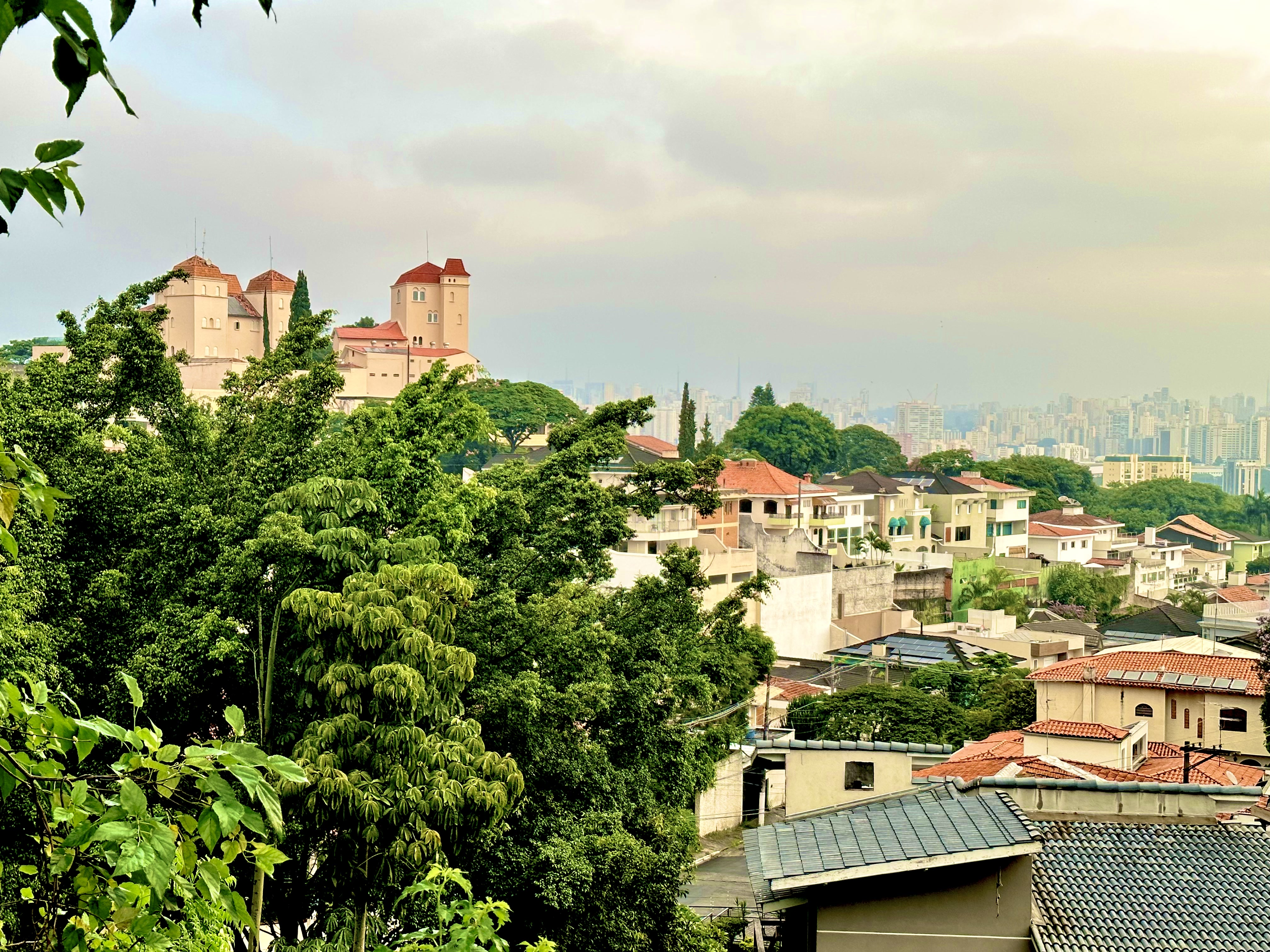
O bairro-jardim Jardim São Bento.

### Casa Verde/Cachoeirinha
- IDH: 0,832 - elevado

Compreende a região formada pelos distritos de Casa Verde, Cachoeirinha e Limão. Possui 26,7 km² de extensão e é habitada por mais de 313.176 pessoas.
Abriga em seus limites a sede do jornal O Estado de S. Paulo, o Forum Regional de Santana, o CCJ - Centro Cultural da Juventude, a Rádio Atual, a sede da extinta TV Manchete, o Sítio Morrinhos e seus anexos, tombados pelo IPHAN que ficam no centro de uma extensa área verde, com mais de 20 mil metros quadrados, formada por árvores frutíferas e ornamentais no Jardim São Bento, outra região nobre fora do centro expandido.